# Свободна воля
Свободната воля е възможността за безпрепятствен избор между различни възможни начини на действие.
Свободната воля е тясно свързана с концепциите за морална отговорност, заслуга, вина, грях и други оценки, които са приложими само към свободно избрани действия. Тя се свързва и с концепции, като съвет, убеждение, обсъждане и забрана. Традиционно само действията, които са резултат на свободна воля, се разглеждат като заслужаващи похвала или осъждане. Съществуват няколко различни проблема, свързани със заплахите срещу осъществяването на свободната воля, различаващи се по възгледите за нейния произход, които от своя страна за предмет на спорове.
За някои свободната воля е способността да се правят избори, при което резултатът не е предопределен от минали събития. Детерминизмът предполага един-единствен възможен ход на събитията, което е несъвместимо със съществуването на така разбирана свободна воля. Още древногръцката философия установява този проблем, който и днес остава основен за философските дебати. Възгледът, разглеждащ свободната воля като несъвместима с детерминизма се нарича инкомпатибилизъм и включва както метафизичния либертаризъм, отричащ детерминизма и приемащ съществуването или поне възможността на свободната воля, и метафизичния детерминизъм, приемащ детерминизма като абсолютен и отхвърлящ възможността за свободна воля. Инкомпатибилизмът обхваща също крайния инкомпатибилизъм, според който не само детерминизмът, но и неговото отричане са несъвместими със свободната воля, поради което тя е невъзможна, независимо от валидността на детерминизма.
Обратно, компатибилистите твърдят, че свободната воля е съвместима с детерминизма. Според някои от тях детерминизмът дори е необходим за свободната воля с аргумента, че изборът на един начин на действие пред друг изисква разбиране за това, какъв ще е резултатът от този избор. Така компатибилистите смятат спора между либертаристи и крайни детерминисти за лъжлива дилема. Различните компатибилисти предлагат силно различаващи се определения на свободната воля и съответно смятат различни видове ограничения за проблемни. Класическите компатибилисти приемат свободната воля за нищо повече от свободата на действие, приемайки, че някой има свободна воля, просто когато е извършил дадено действие без физическа принуда. Съвременните компатибилисти определят свободната воля като психологическа способност, като тази да се насочва поведението по рационален начин, но има и други концепции за свободната воля, единственото общо между които е, че не смятат възможността на детерминизма за заплаха за възможността за свободна воля.
Принципът на свободната воля е свързан с религията, етиката и науката. От религиозна гледна точка свободната воля предполага, че индивидуалната воля и изборът могат да съществуват едновременно с всемогъщо божество. В етиката свободната воля се свързва с моралната отговорност на индивида за неговите постъпки. В науката свободната воля има отношение към прогностичната точност на моделите, включващи свободно действащи личности.

## В Западната философия
Главните философски проблеми, свързани със свободната воля, са дали имаме контрол над своите действия, и ако е така, какъв вид контрол и до каква степен. Тези проблеми са поставени за пръв път още преди ранните древногръцки стоици, като Хризип, и някои съвременни философи се оплакват от липсата на напредък за разрешаването им в продължение на столетия.
От една страна хората имат силно чувство за свобода, което ни кара да вярваме, че имаме свободна воля. В същото време такова интуитивно чувство за свободна воля може да бъде и лъжливо. Трудно е да се съвместят интуитивните свидетелства, че съзнателните решения са причинно ефективни, с възгледа, че физичния свят може да се обясни изцяло с физичните закони. Конфликтът между интуитивно усещаната свобода и природните закони произтича от утвърждаването на причинното изключване или физичния детерминизъм. При причинното изключване никое физично събитие не може да има причина извън физичната област, а при физичния детерминизъм бъдещето е изцяло определено от предходни събития.
Компатибилистите смятат, че умствената реалност не е сама по себе си причинно ефективна. Класическите компатибилисти решават дилемата за свободната воля с аргумента, че притежаваме свободна воля, доколкото тя не е ограничена или изкривена от външни фактори. Съвременните компатибилисти разграничават свободната воля от свободата на действие, като по този начин разделят свободата на избора от свободата той да бъде реализиран. Вземайки предвид, че всички хора изпитват чувство за свободна воля, някои съвременни компатибилисти смятат за нужно да се съобразят с това интуитивно усещане. Компатибилистите често свързват свободата на волята със способността да се вземат рационални решения.
Различен е подходът към дилемата на инкомпатибилистите – ако светът е детерминистичен, то нашето усещане, че сме свободни да избираме действията си, е просто илюзия. Метафизичният детерминизъм е форма на инкомпатибилизма, според която детерминизмът е недействителен и свободната воля е възможна, като поне някои хора имат свободна воля. Този възглед се свързва с нематериалистичните конструкции, включително с традиционния дуализъм, както и с модели, приемащи по-ниски критерии, като способността за създанетло вето на дадено действие или за съперничещо желание. Същевременно срещу либертарианизмо има дори индетерминистични аргументи, заради трудността при определяне на действителната причина на „свободните“ индетерминистични избори.
Тук свободната воля е разглеждана главно от гледна точка на физическия детерминизъм като тесен смисъл на номологическия детерминизъм, макар че към нея имат отношение и други форми на детерминизма. Така логическият и теологическият детерминизъм оспорват метафизичния либертарианизъм с идеите за съдба и предопределение, а биологическият, културният и психологическият детерминизъм подхранват различни компатибилистки модели. Всички тези варианти на детерминизма са основа на различни направления на компатибилизма и инкомпатибилизма.

### Инкомпатибилизъм
Инкомпатибилизмът е възгледът, че свободната воля и детерминизмът са логически несъвместими и следователно основният въпрос за наличието или отсъствието на свободна воля е еквивалентен на въпроса дали действията на хората са детерминирани. Крайните детерминисти, като Мартин Лутер и Пол-Анри Дитрих Холбах са инкомпатибилисти, които приемат детерминизма и отхвърлят свободната воля. Обратно, метафизичните либертаристи, като Томас Рийд и Робърт Кейн, също са инкомпатибилисти, но приемат свободната воля и отхвърлят детерминизма: според тях съществува някаква форма на индетерминизъм. Друг възглед е този на крайните инкомпатибилисти, според които свободната воля е несъвместима не само с детерминизма, но и с индетерминизма.
Един от традиционните аргументи в полза на инкомпатибилизма се основава на виждането, че ако човекът е подобен на другите механични обекти, като билярдна топка, кукла или робот, чието поведение е предопределено, тогава той не трябва да има свободна воля. Този аргумент е отхвърлян от компатибилистите, които смятат, че дори хората да имат нещо общо се тези механични обекти, все пак остава възможно и желателно те да се различават от тях в определени отношения.
Друг аргумент в защита на инкомпатибилизма е този за „каузалната верига“, характерен за идеалистическата теория за свободната воля. Повечето инкомпатибилисти отхвърлят идеята, че свободата на действие се състои просто в „доброволното“ поведение, а смятат, че свободната воля изисква човекът да бъде „крайната“ или „пораждащата“ причина на своите действия – той да бъде causa sui („причина на себе си“). За да бъде отговорен за своите действия, той трябва да бъде първопричината на тези действия, да няма предшестваща причина за причината на действията му. Ако е верен детерминизмът, тогава изборите на човек са причинени от събития и факти извън неговата власт и той не може да бъде крайната причина на действията си, следователно не може да има свободна воля. Този аргумент е критикуван от различни философи компатибилисти.
Трети аргумент в полза на инкомпатибилизма е формулиран от Карл Джинет през 60-те години на XX век и често е коментиран от съвременниците. В опростен вид аргументът изглежда така: ако детерминизмът е истинен, ние нямаме власт нито върху събитията от миналото, които определят нашето настоящо състояние, нито върху природните закони. Следователно не можем да влияем и върху техните следствия. Тъй като според детерминизма нашите настоящи избори и действия са необходимо следствие от миналото и природните закони, то ние не можем да влияем върху тези избори и действия, следователно нямаме свободна воля.
Трудността на този аргумент за някои компатибилисти идва от факта, че той обхваща невъзможността някои да е избрал друго, освен това което е избрал. Например, ако някой компатибилист току-що е седнал, той трябва да твърди, че би могъл и да остане прав, ако е искал това. Но от аргумента за следствието произтича, че ако компатибилистът беше останал прав, той би създал противоречие, нарушавайки природните закони или променяйки миналото. Възможен отговор на този аргумент е, че той приравнява понятията за способност и необходимост, или че свободната воля, чрез която се прави всеки избор, е всъщност илюзия и изборът вече е предварително направен, без „решаващият“ да осъзнава това. Според Дейвид Люис компатибилистите приемат само способността да се нещо различно, само ако в миналото се възникнали различни обстоятелства.
Съществуват точно девет възгледа по отношение на детерминизма и свободната воля, обозначени в долната таблица с T за вярно, F за невярно и ? за неопределено:
|                  | 1 | 2 | 3 | 4 | 5 | 6 | 7 | 8 | 9 |
| Детерминизъм D   | T | F | T | F | T | F | ? | ? | ? |
| Свободна воля FW | F | T | T | F | ? | ? | F | T | ? |

Инкомпатибилизмът може да заема всяка от деветте позиции, с изключение на (3), (5) и (8), първата от които съответства на мекия детерминизъм. Позиция (1) е твърдият детерминизъм, а позиция (2) е либертарианизмът. Позиция (1) – твърдият детерминизъм – е възгледът, че детерминизмът предполага отсъствието на свободна воля, а позиция (2) – либертарианизмът – че свободната воля предполага отсъствието на детерминизъм. Позиция (9) може да бъде наречена твърд инкомпатибилизъм, ако неопределеността се тълкува като съмнение в стойността на концепциите за детерминизъм и свободна воля.
Компатибилизмът, от своя страна, може да заема всяка от деветте позиции, тъй като не вижда логическо противоречие между детерминизма и свободната воля, поради което всяка от двете концепции може да е валидна или не по принцип. В същото време в обичайното разбиране за компатибилизъм се включва идеята, че някаква форма на детерминизъм е валидна едновременно с някаква форма на свободна воля – позиция (3).
Александър Розенберг екстраполира физическия детерминизъм, демонстриран в макроскопски мащаб от ефекта на доминото, до нервната дейност на мозъка: „Ако мозъкът е само комплексен физичен обект, чиито състояния се управляват от физичните закони, както при всеки друг физичен обект, тогава това, което се случва в главите ни, е също толкова фиксирано и детерминирано от предходни събития, както събарянето на една плочка домино от друга в дълга редица от плочки.“ Физическият детерминизъм днес се оспорва от някои интерпретации на квантовата механика, и макар да не водят задължително до извода за вроден индетерминизъм на природата, фундаменталните ограничения на точността на измерване са важно следствие на принципа на неопределеността. Отношението на такива възможни недетрминирани явления към свободната воля обаче е спорно, дори с приемане на теорията на хаоса, усилваща ефекта на подобни микроскопични събития.

#### Краен детерминизъм
Детерминизмът е широко понятие с различни значения, на които съответстват различни проблеми, свързани със свободната воля.
- Каузалният детерминизъм приема, че бъдещите събития са предопределени от миналите и настоящите събития в съчетание с природните закони. Тази форма на детерминизма понякога се илюстрира чрез мисловния експеримент с демона на Лаплас: ако си представим същество, което познава всички факти от миналото и настоящето, както и природните закони, управляващи вселената, то в един детерминистичен свят това същество би било способно да използва това познание, за да предвиди бъдещето до най-малките подробности.[46]
- Логическият детерминизъм е възгледът, че всички твърдения за миналото, настоящето и бъдещето са или истинни, или неистинни. В този контекст проблемът за свободната воля се свежда до въпроса как изборите могат да бъдат свободни, когато бъдещите събития вече са истинни или неистинни в настоящето.[45]
- Теологическият детерминизъм е идеята, че има бог, който предопределя всичко, което хората правят, знаейки предварително техните действия[47] или нареждайки им предварително какво да правят.[48] От тази гледна точка проблемът за свободната воля се свежда до въпроса как действията на хората могат да бъдат свободни, ако съществува бог, който ги е предопределил.
- Биологическият детерминизъм е възгледът, че цялото поведение, вярвания и желания са зададени от биохимическата структура на тялото, която от своя страна се определя от генетиката и окръжаващата среда.
- Други форми на детерминизма са културният детерминизъм и психологическият детерминизъм.[45]